# Норвезький музей історії культури
Норвезький музей історії культури  (норв. Norsk Folkemuseum) — музей у столиці  Норвегії Осло на півострові Бюґдьой. Має велику колекцію артефактів  усіх соціальних груп з усіх регіонів країни. Він також включає великий Музей просто неба з більш ніж 150 будівлями, переміщеними з різних міст і сіл.
Норвезький музей історії культури розташований на півострові Бюґдьой біля таких музеїв, як  Музей кораблів вікінгів, Музей Фрама, Музей Кон-Тікі та Норвезький морський музей.

## Історія
Музей був заснований у 1894 році Гансом Якобом Аллом. Перша експозиція була представлена 1896 року в одній з квартир Осло. У 1902 році відбувся переїзд музея до півострова Бюгдоя на ділянку поруч з резиденцією короля Оскара ІІ.

## Галерея

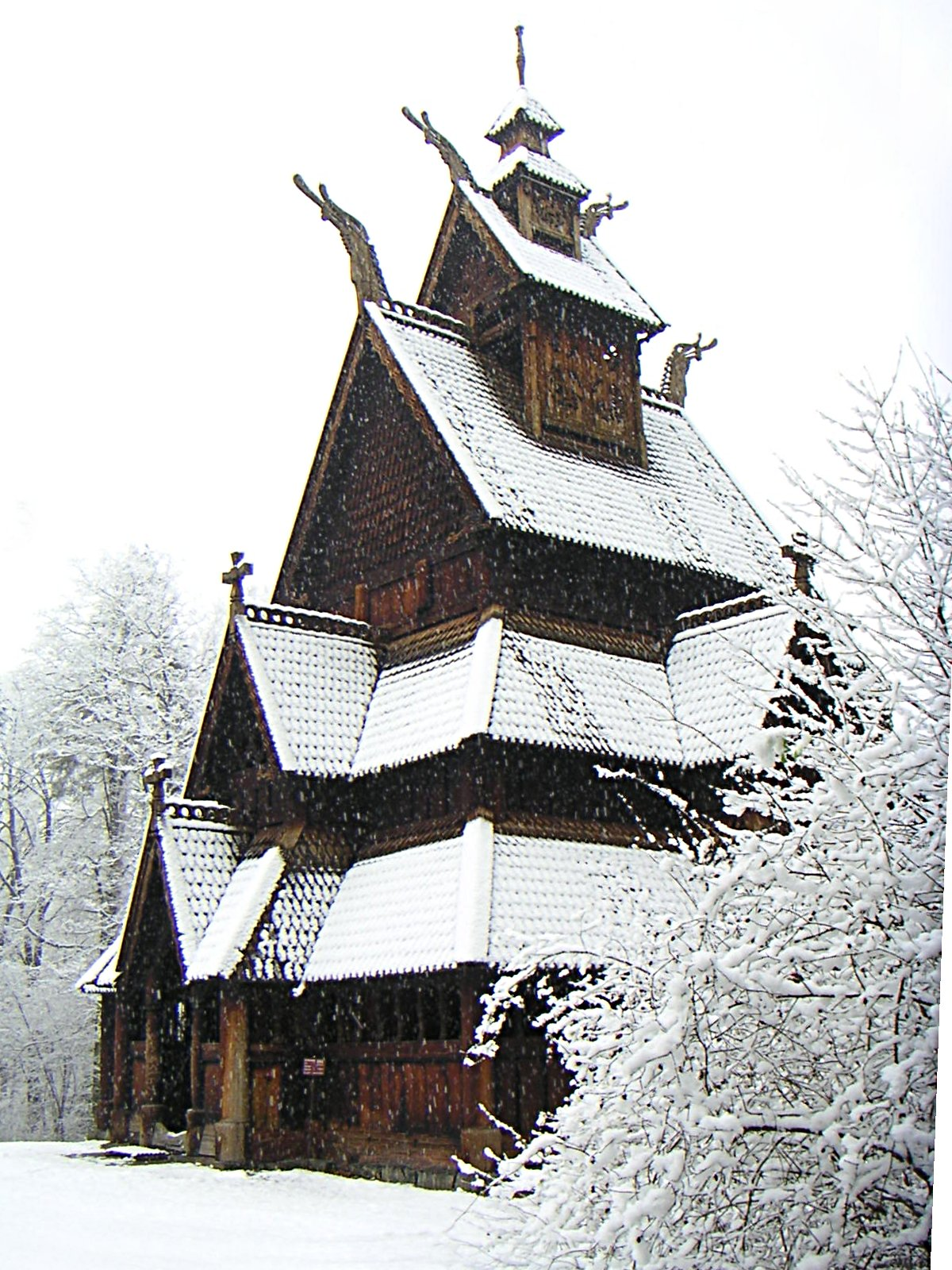
Ставкірка з Гуля, перебудована в 1885 році в музеї просто неба Оскара II
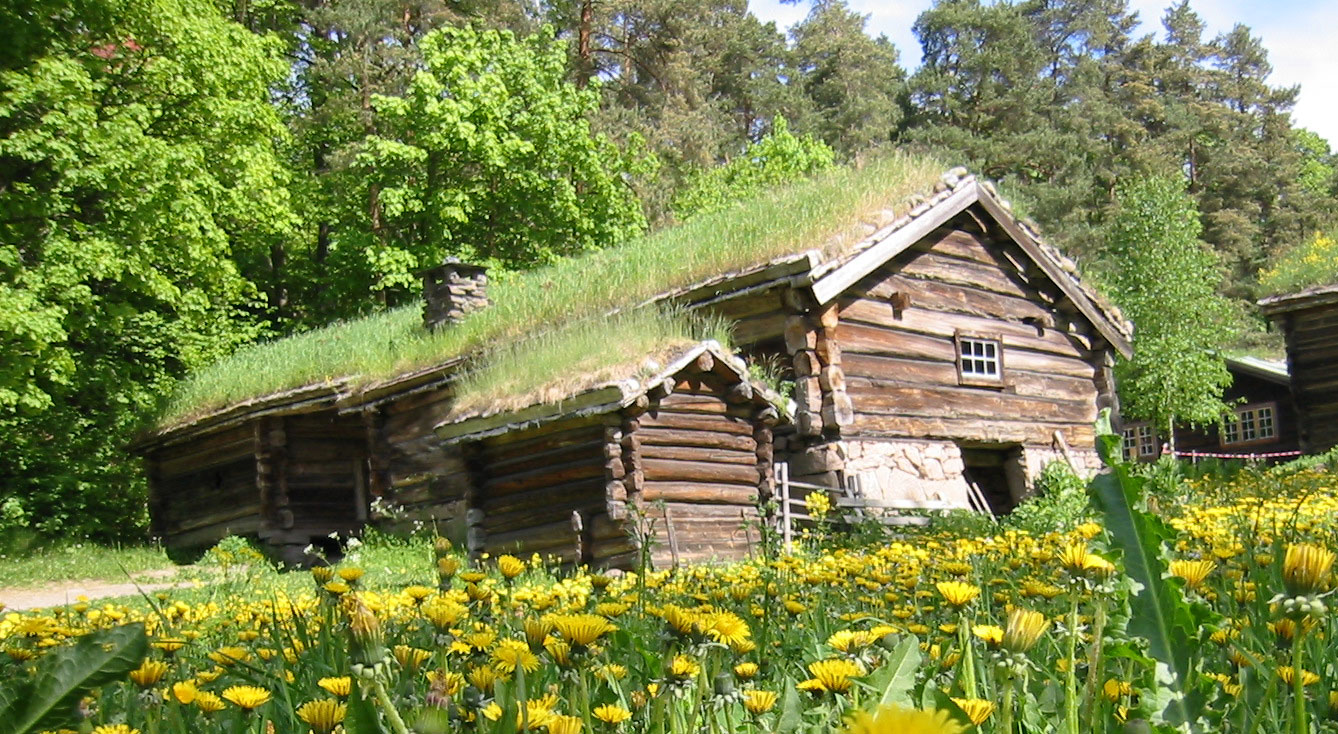
Зруби в садибі з Остердалена
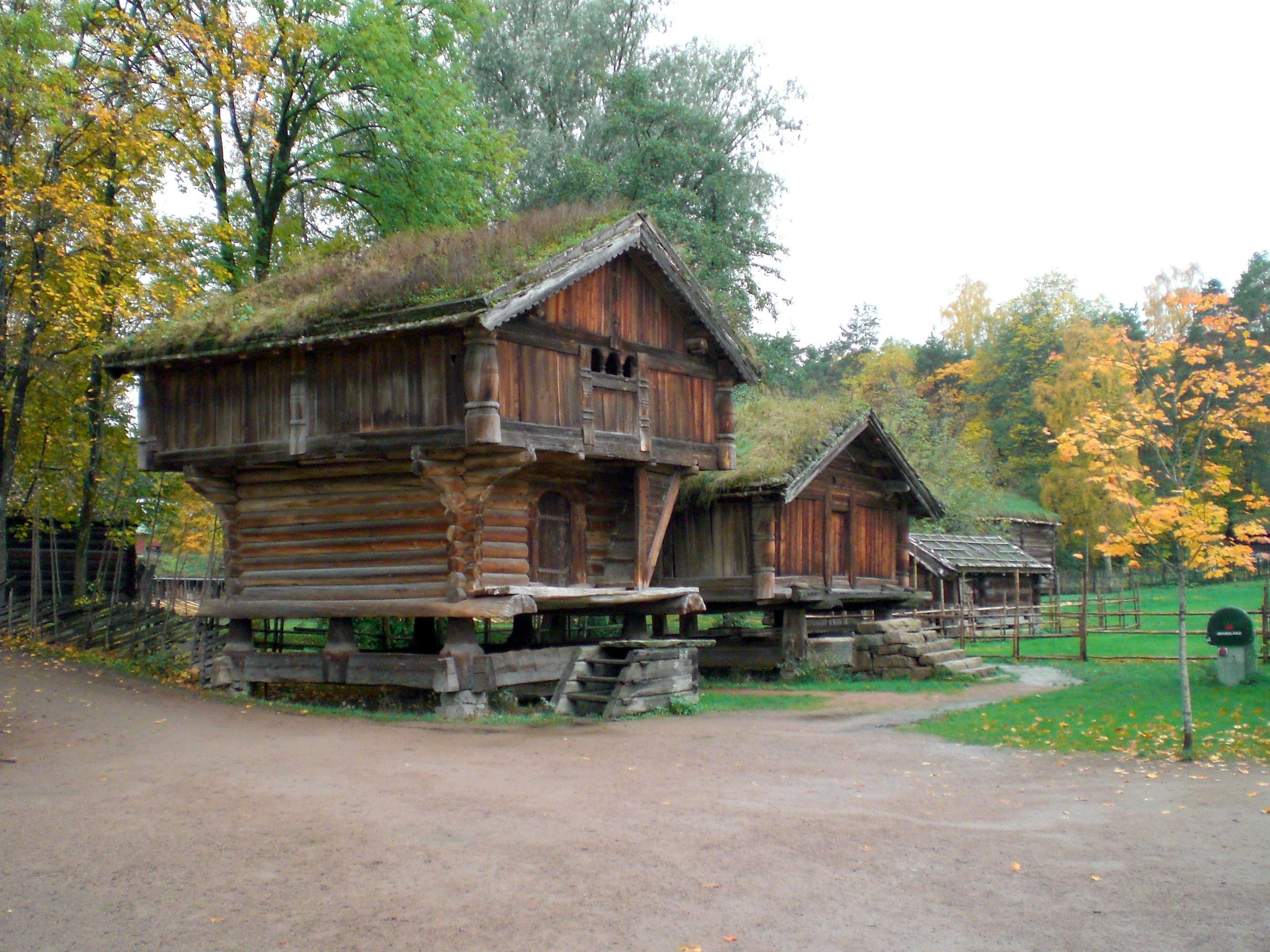
Історичні будівлі з Телемарку
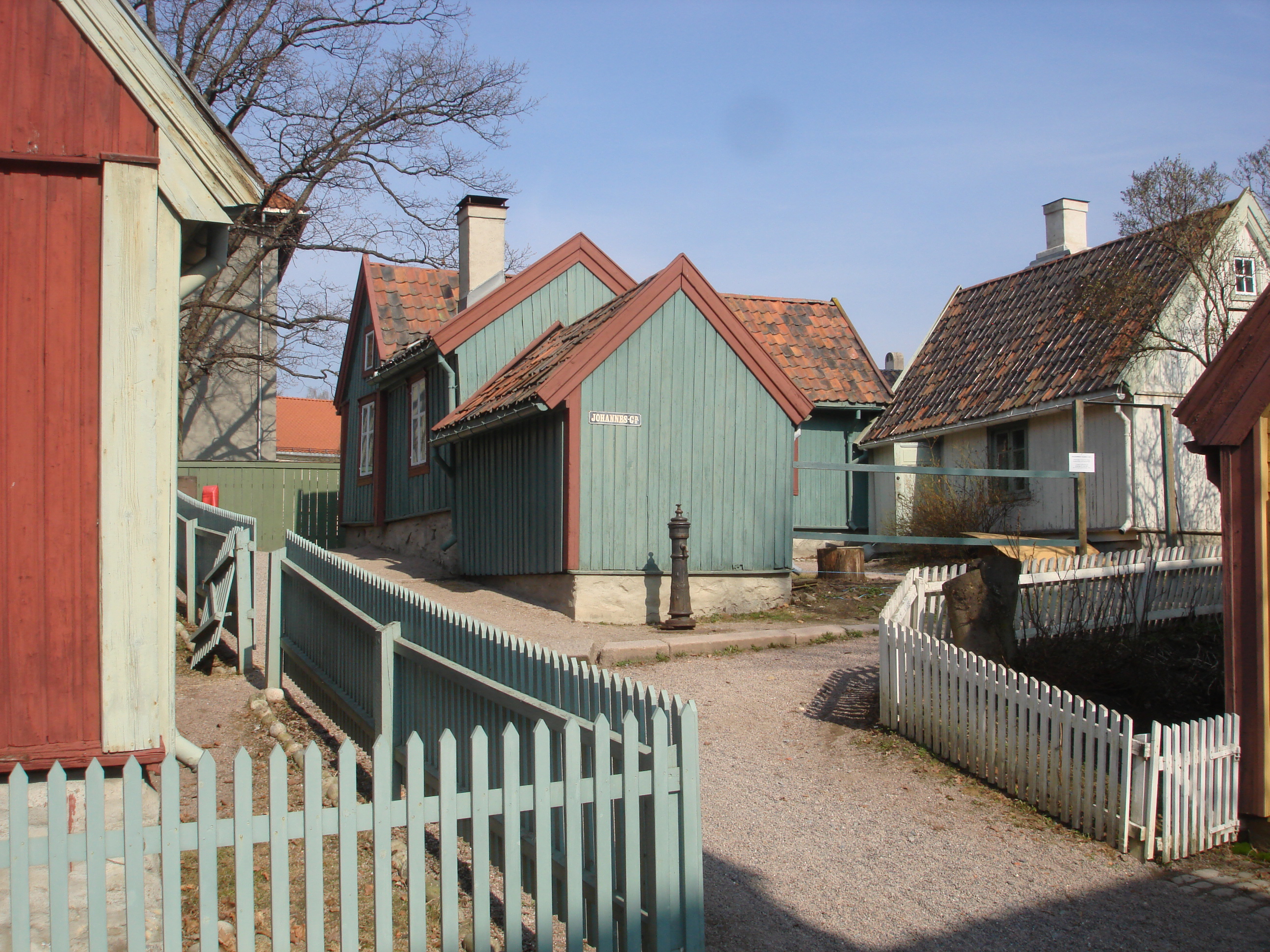
Невеликі будинки з колишнього поселення робітників Enerhaugen  нині район в Осло
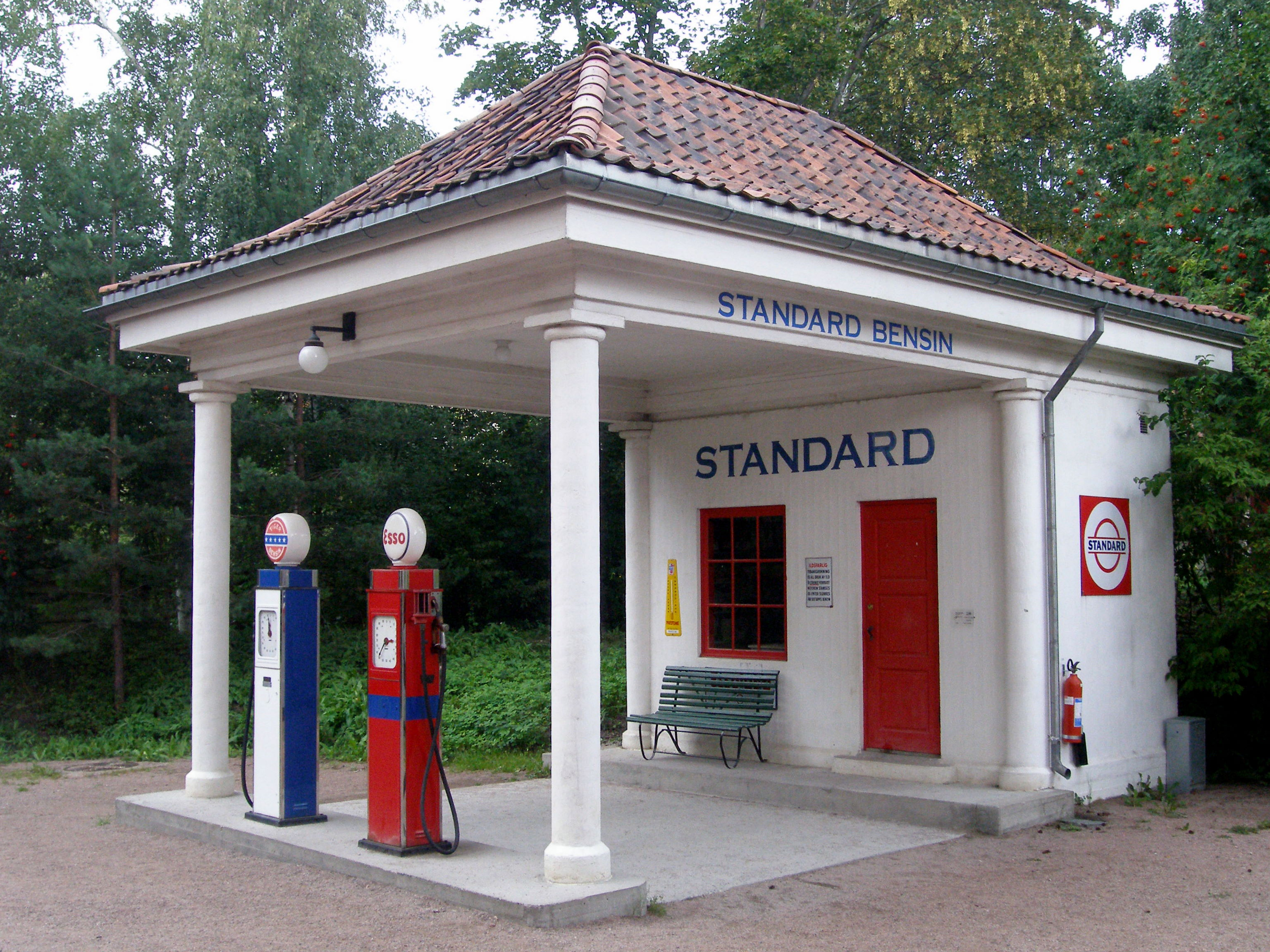
АЗС компанії «Стандарт Ойл» 1928р., перевезена з Холместранну
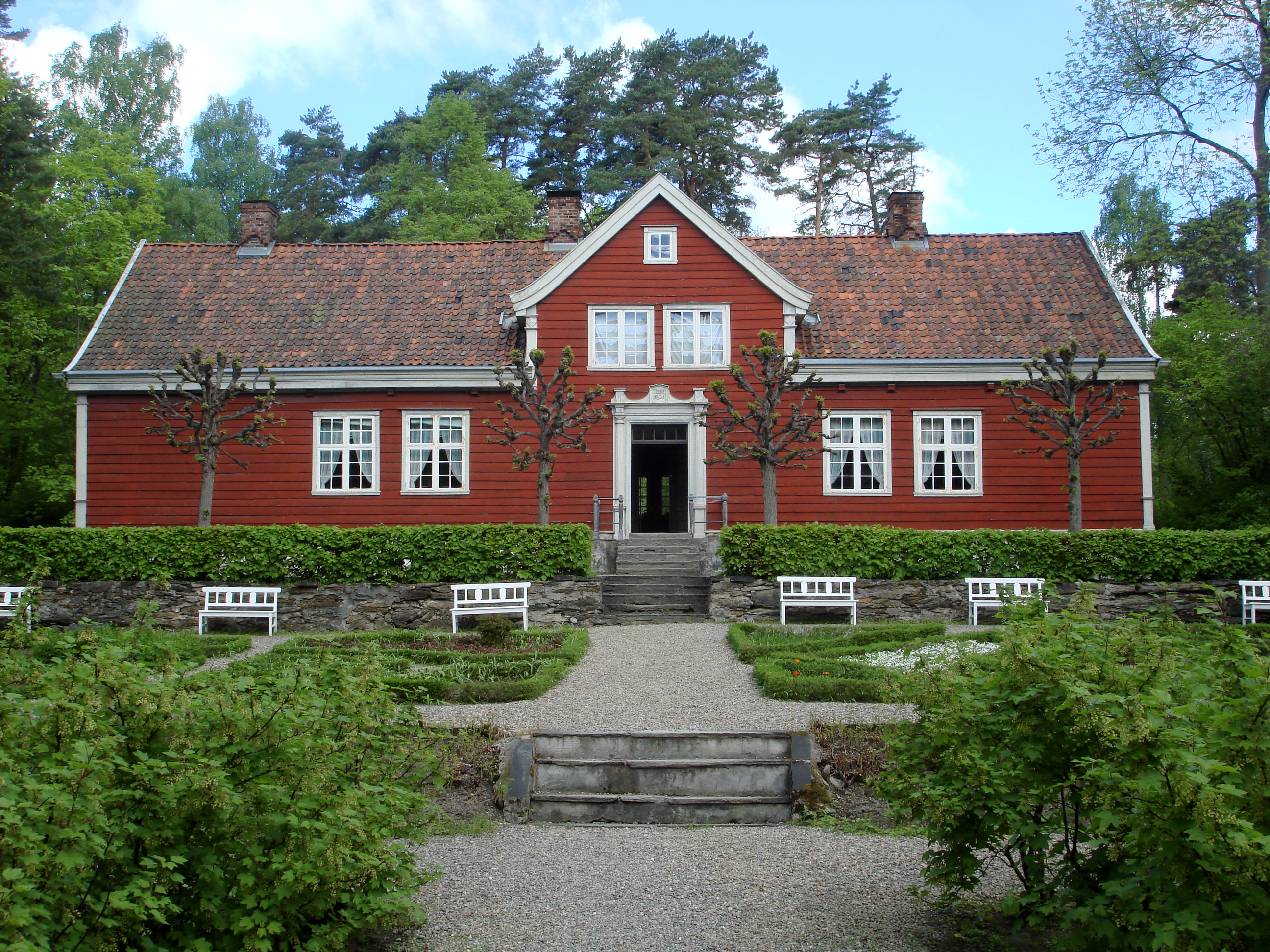
Резиденція священнослужителів з Лейканґеру
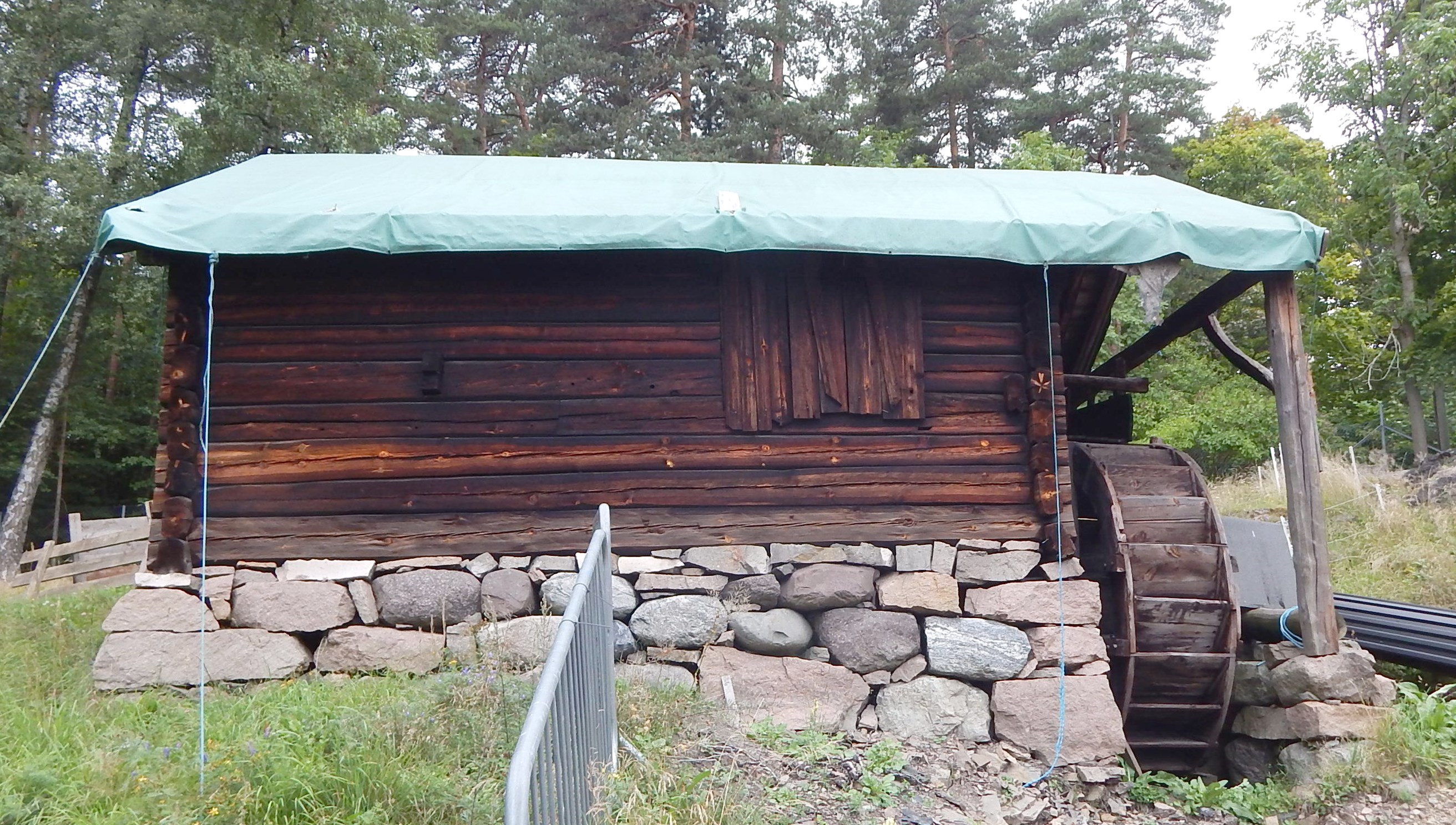
Штемпельний млин із Стурдалу
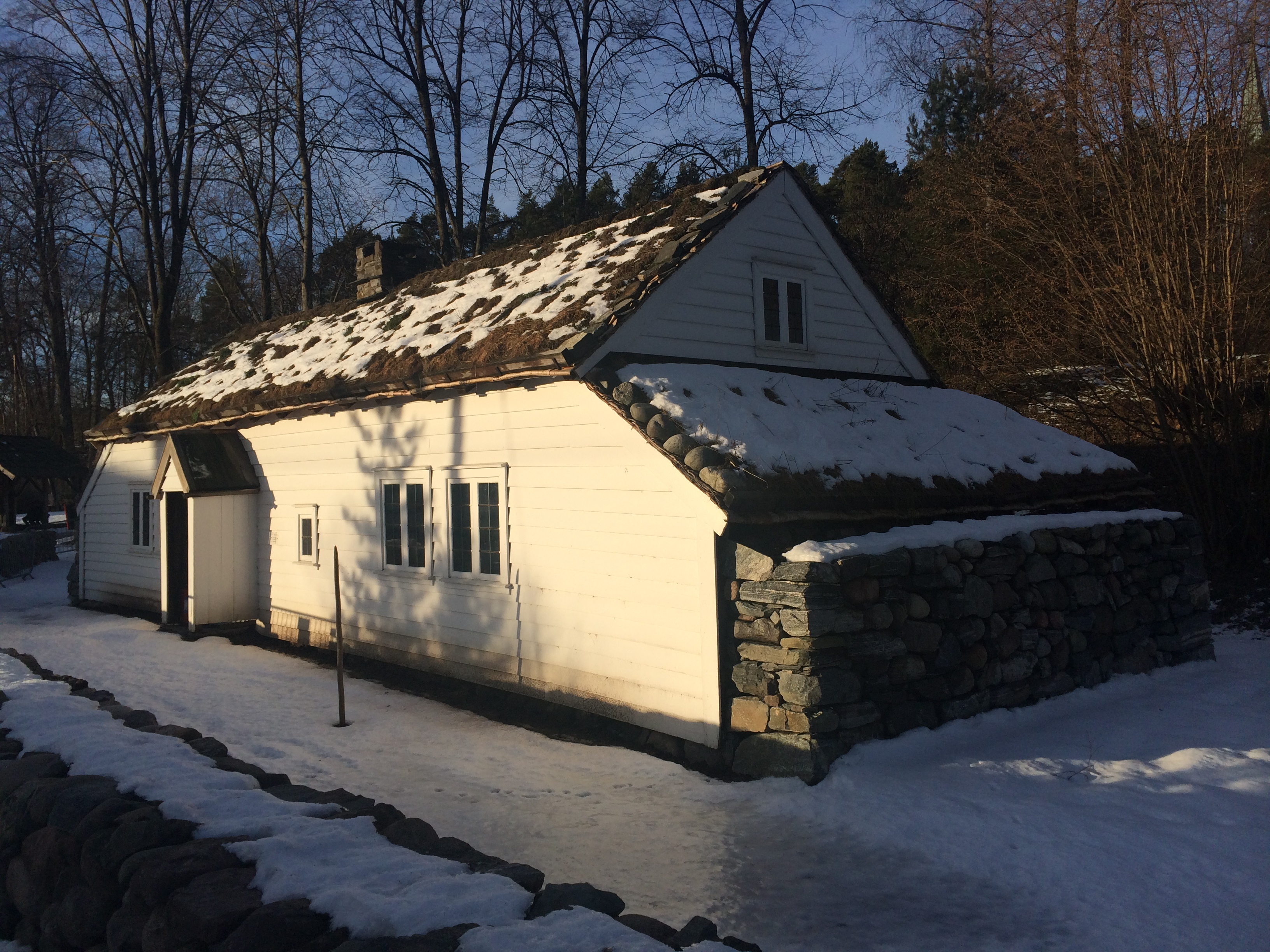
Типовий будинок 19-го століття з Лісти
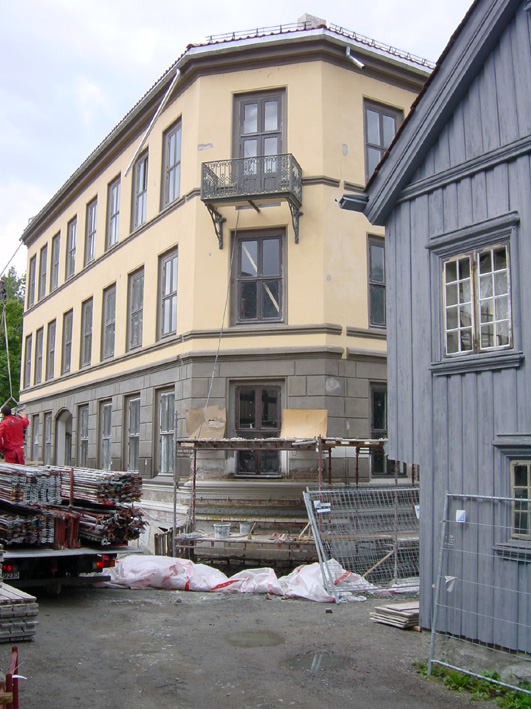
Будинок з Осло, 1865 р.
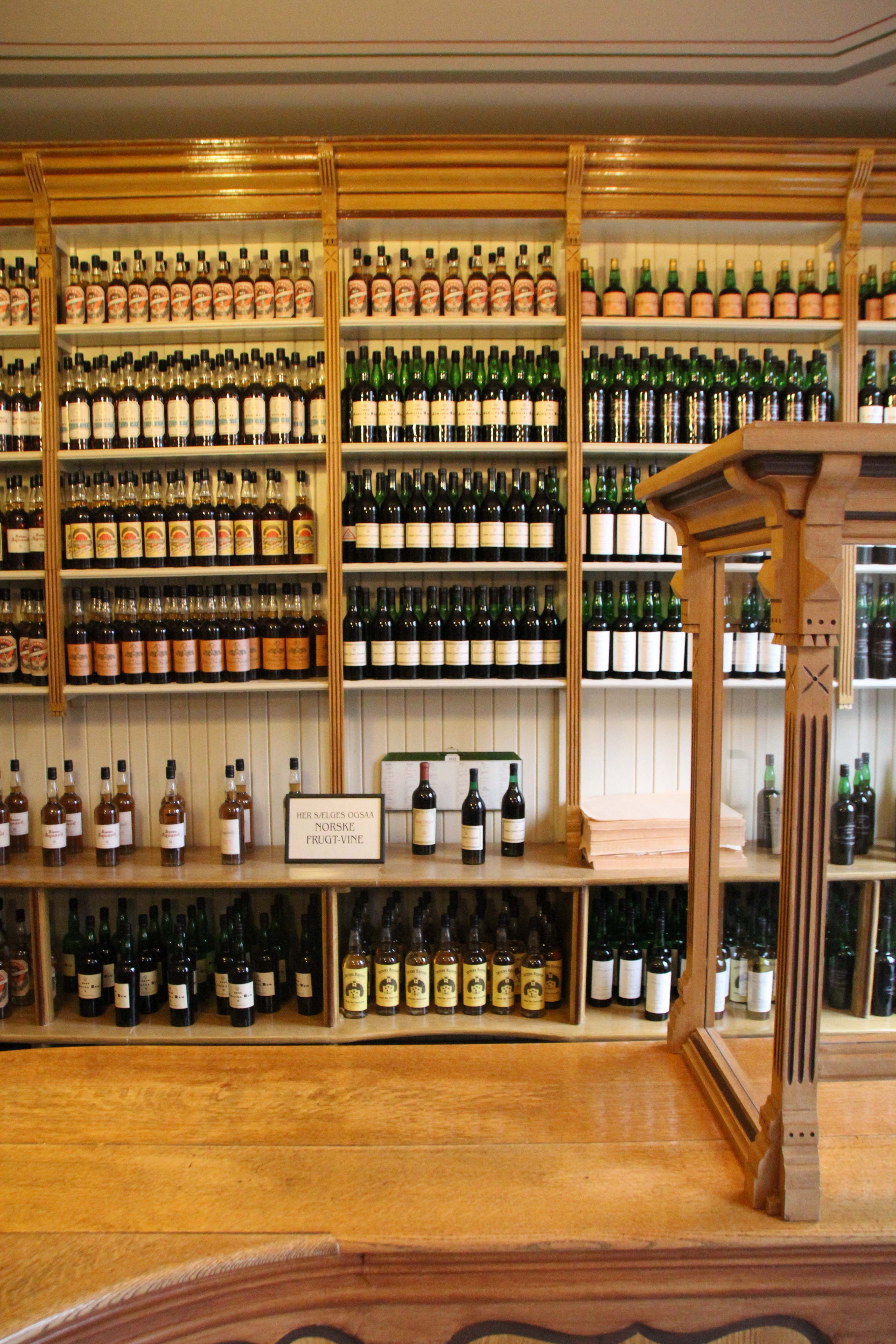
Магазин алкогольних напоїв Samlaget з Холместранну (1904)
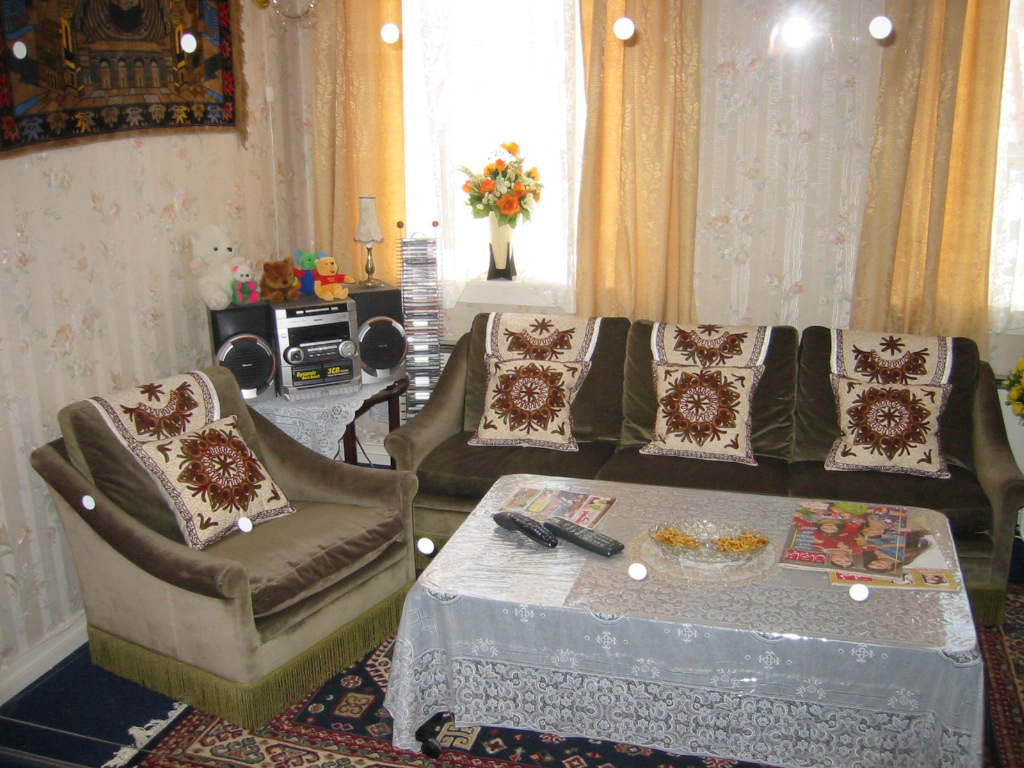
Пакистанський дім
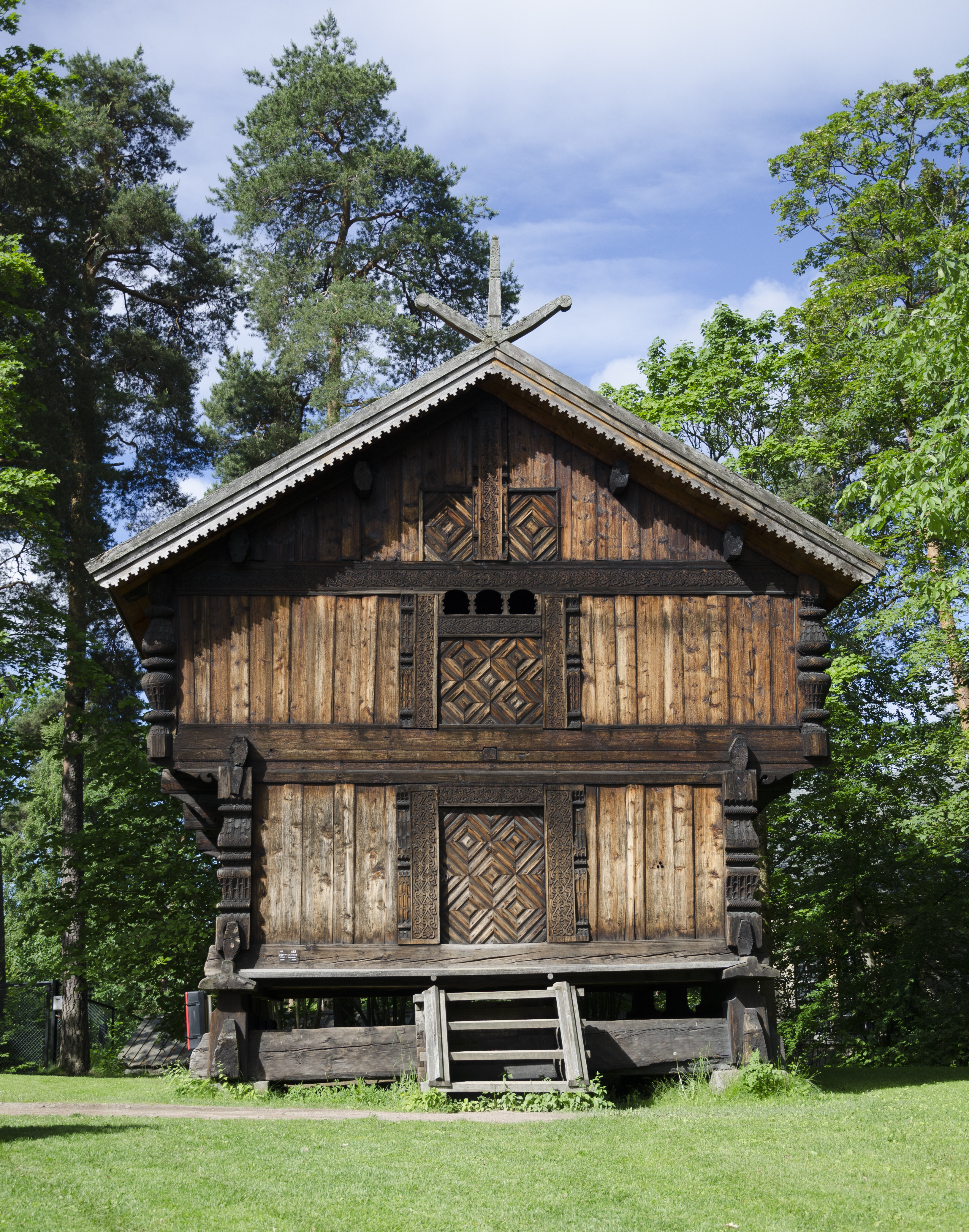
Склад ('Loft') із Бердалу, південніше комуни Віньє[en], губернія Телемарк, Норвегія. Збудований у 1750-60 роках. Зараз (був туди перенесений) знаходиться в Норвезькому музеї історії культури